# IX. Kónsztantinosz bizánci császár

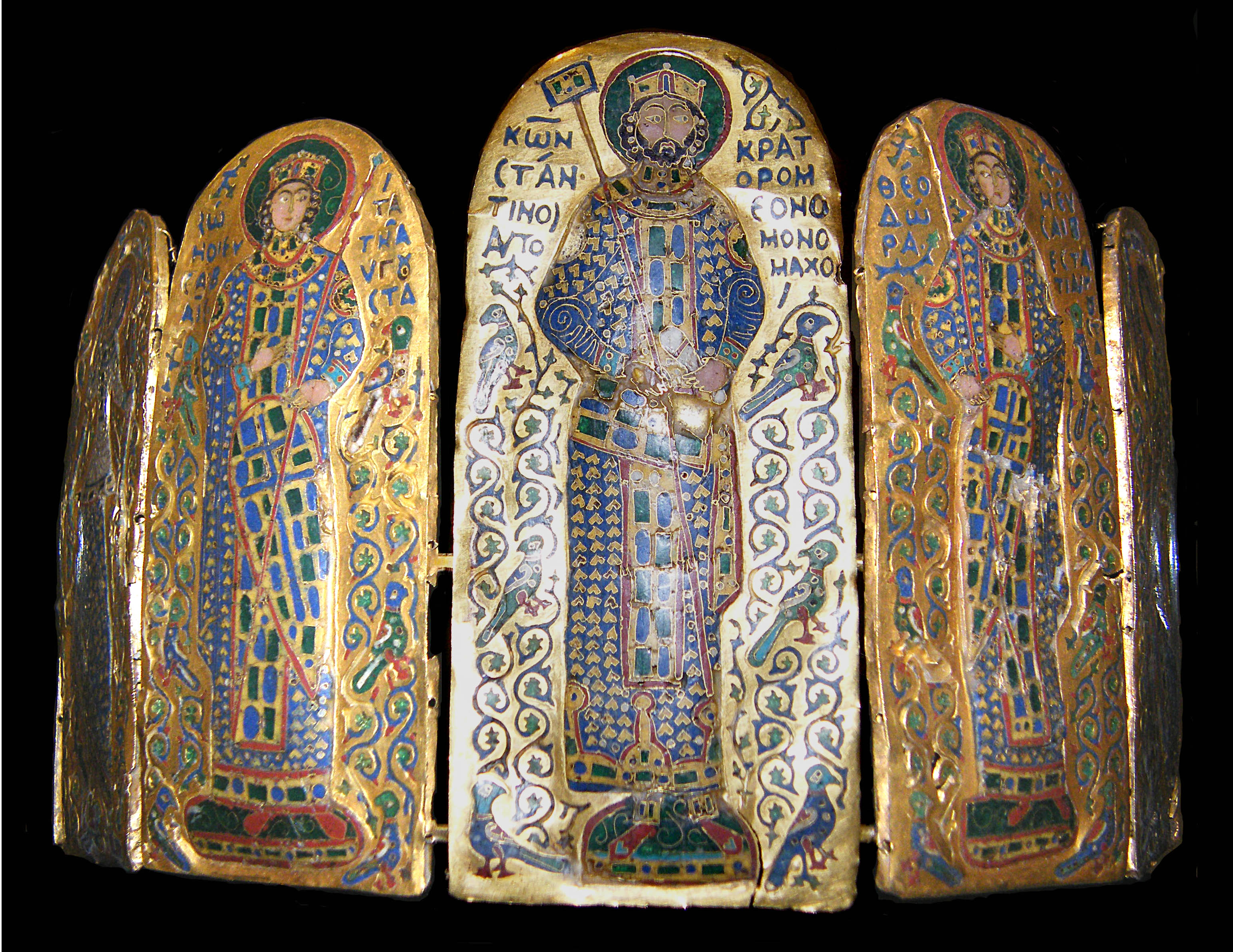
Az úgynevezett Monomakhosz-korona a budapesti Nemzeti Múzeumban, valószínűleg női fejék

IX. Kónsztantinosz, eredetileg Kónsztantinosz Monomakhosz, magyarosan IX. Konstantin (görögül: Κωνσταντίνος Θ΄ Μονομάχος), (Konstantinápoly, 1000 körül – Konstantinápoly, 1055. január 11.) a Bizánci Birodalom császára (uralkodott 1042. június 12-étől haláláig), Zóé császárnő harmadik férje volt. Uralkodása alatt virágzott a bizánci kultúra, de a birodalom 7. század eleje óta működő államrendjének bomlása fokozottan felgyorsult mind katonai, mind államigazgatási, mind pénzügyi téren.

## Trónra jutása
1042. április 20-án egy felkelés restaurálta a törvényes uralkodónők, Zóé és Theodóra császnárnő hatalmát. Zóé ekkor már két kései, sikertelen és gyermektelen politikai házasságon volt túl, de mivel húgával képtelen volt megosztani a hatalmat, harmadszor is megházasodott. Választottja Kónsztantinosz Monomakhosz, a hivatali arisztokrácia egyik jeles, művelt, ám akaratgyenge és meglehetősen rossz erkölcsű tagja volt. Az addigra már kétszer nősült Kónsztantinosz 1042. június 11-én nyerte el a kezét, másnap pedig a trónt. Konstantin Zóé két korábbi férjéhez hasonlóan szintén tartott szeretőt, de nem törekedett a hatvanas éveiben járó császárnő háttérbe szorítására, és Zóé elfogadta a helyzetet. A harmonikus frigy a gyermektelen Zóé 1050 nyarán bekövetkezett haláláig tartott.

## Uralkodása

### IX. Konstantin udvara
A császár szeretőjét, második felesége unokahúgát, egy Szklérosz-lányt az új szebaszté címmel ruházta fel, részt vehetett az udvari eseményeken, és nagy adományokban részesítette. Halála után a császár új szeretője egy alániai hercegnő lett. A császár emellett uralkodói kötelességeit sem vette túlzottan komolyan: az állam irányítását a szenátori rendből kikerülő művelt tanácsadóira bízta. Főminisztere Kónsztantinosz Leikhudész volt, de szűk környezetének tagja volt a jogász Ióannész Xiphilinosz, a költő Ióannész Mauroposz és tanítványa, a kor kiemelkedő szónoka és filozófusa, Mikhaél Pszellosz. Ez a kör kezdeményezte a filozófiai és jogi tudományokat oktató konstantinápolyi főiskola megalapítását 1045-ben. Az intézményben a hét szabad művészetre épülő filozófiai képzést Pszellosz, a jogit Xiphilinosz irányította.

### Külpolitika
Az 1025-ben meghalt II. Baszileiosz után a császárok nem büszkélkedhettek nagy hadi sikerekkel; egyedül Geórgiosz Maniakész hadvezér nevéhez fűződtek nagyobb diadalok a muszlimok ellen mind a keleti, mind a nyugati határon. Maniakész 1038-tól Szicília szigetén harcolt a meggyengült Kalbiták ellen szép sikerrel: többek között Szürakuszait és Messzénét is visszafoglalta a sziget keleti partján. Sikerei tetőpontján azonban IX. Konstantin féltékeny kormányzata visszahívta, mire fellázadt. Halálával Bizánc legjelentősebb hadvezérét veszítette el. Konstantin Maniakész eredményeit leszámítva egy nagyobb hódítással büszkélkedhetett: 1045-ben bekebelezte Ani kaukázusi örmény királyságát, majd több éves háborúzás árán 1049-ben kliensévé süllyesztette Dvin Saddádida urait. Ugyanekkor az újonnan megjelent ellenséggel, a kaukázusi államokat 1044 óta pusztító szeldzsukokkal is békét kötött.
Mindezt leszámítva inkább kudarcok és félsikerek jellemezték Konstantin korának külpolitikáját. A régóta lázadó dukljai fejedelem, Sztefan Vojiszlav 1042-ben döntő győzelmet aratott a dürrakhioni sztratégosz bizánci hadai és szláv segéderői felett, végleg elszakadva a birodalomtól. 1043-ban I. Jaroszláv kijevi nagyfejedelem flottája Vlagyimir herceg és Vjisata vezetésével – nagy valószínűséggel Maniakész felkelését támogatva – Konstantinápolyra támadt, és bár a bizánci hajóhad győzelmet aratott, a kijeviek előnyös békét tudtak kötni, megszerezve Konstantin egyik lányát, Anasztasziát a trónörökös Vszevolodnak.
1046-1048 körül új ellenség tört a Balkánra: a besenyők, akiket az úzok nyomtak délnyugat felé. Bulgária meghódítása óta Bizánc az addig bolgárok és magyarok sakkban tartására használt besenyők szomszédjává vált, és a nomád nép immár a dunai határon át-átkelve a birodalom területét fosztogatta és dúlta. Konstantin kormányzata és utódaik igyekeztek letelepíteni a besenyőket a hajdani bolgár vidéken, hogy határvédelemre fogják őket, azonban nomád életformájuk és kontrollálhatatlan pusztításaik továbbra is súlyos károkat okoztak a császárságnak, és évekig tartó küzdelemmel sikerült csak valamelyest rendezni a helyzetet.

### Lázadások
IX. Kónsztantinosz idején két komoly lázadás tört ki a centralizáló, komoly adókat kivető, emellett a haderő befolyásának csökkentésére törekvő kormány ellenében. Az elsőt Geórgiosz Maniakész robbantotta ki, amikor visszahívták dicsőséges szicíliai hadjáratáról. Maniakészt hadserege császárrá kiáltotta ki 1043-ban, ő pedig diadalmasan haladt Thesszaloniké felé. A kormányzat szerencséjére a hadvezér halálos nyílsebet kapott az egyik csatában.
A másik lázadás szintén a Balkánon, Hadrianopoliszban robbant ki 1047-ben, vezetője az örmény származású León Tornikész volt. Tornikész lázadását az elégedetlen hadsereg mellett a súlyos adóktól gyötört lakosság is támogatta, és a seregnek sikerült is körbevennie Konstantinápolyt. Konstantin a keleti határról csoportosított át erőket fővárosa védelmére, eközben a megfelelő anyagiakat nélkülöző lázadók a város környékét fosztogatták, és nem próbálkoztak az alig védett erőd bevételével. A császári aknamunkának köszönhetően lassanként lemorzsolódó mozgalom még abban az évben véget ért, Tornikészt elfogták és megvakították.

### Az államrend bomlásához vezető intézkedések
Az 1050-es évek elejére IX. Konstantin kormányzata nagyjából minden veszéllyel leszámolt: levert két veszélyes lázadást, a kijeviekkel, a besenyőkkel és a szeldzsukokkal egyaránt békét kötött, és még a dukljai fejedelem is hajlandó volt beszüntetni a nyílt ellenségeskedést – igaz, nem került ismét alárendelt szerepbe. Noha a nemzetközi helyzet ettől függetlenül hosszabb távon veszélyesnek ígérkezett a két nomád nép megjelenése miatt, a katonaságtól tartó és új állami bevételi forrásokat kereső elit 1053-ban menesztette a legharcedzettebb katonaság jelentős részét, ötvenezer embert. A katonákat a különösen veszélyeztetett örmény határvidékről vonták vissza, és elméletben szükség esetén visszahívhatóak voltak; addig is egyszerű adófizetőkké minősültek vissza.
A haderőben a létszámcsökkenést leszámítva is nagy változások történtek. A korábbi államrend alapjául szolgáló sztratiótabirtokok a század elejétől kezdve rohamosan fogytak, ezáltal Bizánc kénytelen volt visszatérni a 7. században megszűnt modellhez, a zsoldosok alkalmazásához. Az ekkoriban főleg kijevi varégok soraiból toborzott zsoldosok Konstantin idejében már jelentős szerepet játszottak a hadműveletekben, háttérbe szorítva a megfogyatkozott létszámú és erejű sztratiótaseregeket.
Az idő előrehaladtával súlyosbodó pénzügyi hiányt okozott a forrásokban ekkortájt megjelenő pronoia elterjedése is: „igazgatásra” (görögül pronoia) engedtek át bizonyos birtokokat egyes érdemek jutalmazására, úgy, hogy minden belőlük származó jövedelemnek a megadományozott lett a haszonélvezője. Hogy állandó pénzhiányát mérsékelje, a császárság az adóbérlet intézményét is felállította, ami biztos jövedelmet eredményezett a kincstár számára, az alattvalók életét viszont jelentősen megnehezítette. Konstantin kormányzata a nagyobb hasznon érdekében a több száz éves hadszervezetnél is ősibb pénzügyi rendszert is módosította: nevükhöz fűződik a nomiszma (korábbi nevén solidus) első leértékelése a pénznem 3. századi megjelenése óta. Az intézkedés inflációhoz vezetett.

### A nagy egyházszakadás
Kónsztantinosz uralkodásának legismertebb eseménye az 1054-ben bekövetkezett nagy egyházszakadás. A gyenge császárnak meglehetősen csekély szerepe volt az események alakulásában, amelyeket alapvetően a pátriárka, az 1043-ban kinevezett Mikhaél Kérullariosz és a kölcsönös kiközösítés idejét már meg nem érő IX. Leó pápa irányított. A konfliktus gyökerei a vegyes vallási hatásoknak kitett, normannok megjelenésével Róma számára megnyert Dél-Itáliába nyúltak vissza, de alapvetően mégis dogmatikai és liturgiai kérdések (kovászos vagy kovásztalan kenyér használata, cölibátus, filioque-vita) kapcsán történt a szakadás. A kérdést egy Umberto da Silva bíboros vezette pápai követség kívánta megoldani. Az idős IX. Kónsztantinosz engedékenynek mutatkozott, mire július 16-án legátusok kiközösítették Kérullarioszt és híveit. A pátriárka azonban rövidesen a maga oldalára állította az uralkodót, aki engedélyezte számára, hogy zsinatot hívjon össze; a gyűlés pedig kiátkozta a pápai követeket. Az egyházszakadás ezúttal véglegesnek bizonyult, noha a kortársak nem tulajdonítottak neki különösebb jelentőséget. A kölcsönös kiközösítés Konstantin rövid távú terveit is keresztülhúzta: így már nem számíthatott a pápa szövetségére a normannok elleni harcban. Az uralkodó röviddel ezután megbetegedett, és 1055. január 11-én meghalt. A trónon a császári cím viselői között egyedül maradt Theodóra követte.